# Tawny Newsome
Tawny Newsome (Vacaville, 24 febbraio 1983) è un'attrice e sceneggiatrice statunitense. È nota per dare voce e volto alla guardiamarina Beckett Mariner nel franchise di fantascienza Star Trek.

## Biografia

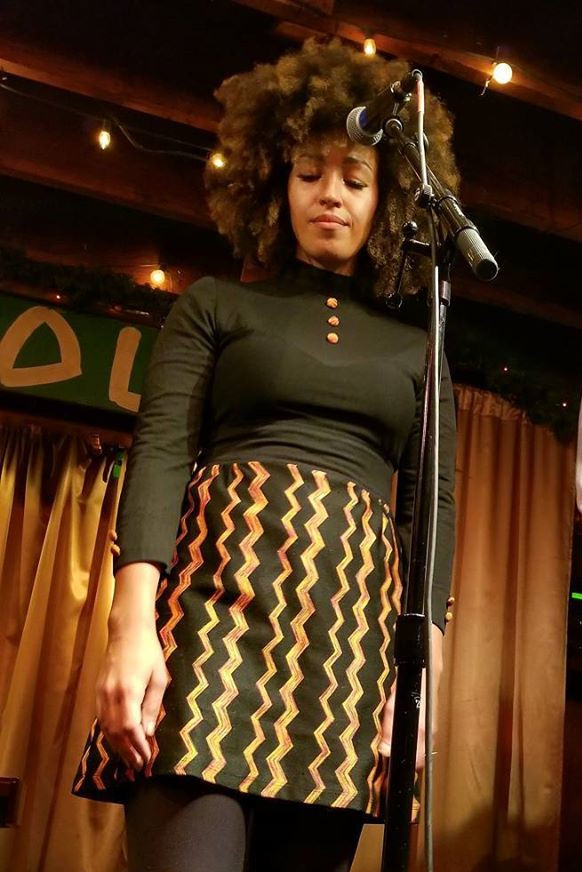
Tawny Newsome al Hideout Inn nel 2018

Originaria di Vacaville, in California, Tawny Newsome frequenta la scuola di teatro a Chicago dove inizia la carriera comica con The Second City. Presta poi la voce come corista durante il tour di una tribute band dei Talking Heads, cosa che le permette di entrare a far parte del cast di Documentary Now! nello stesso ruolo.
I primi ruoli importanti della Newsome in televisione sono quelli di Chelsea Leight-Leigh nella serie televisiva Bajillion Dollar Propertie$ e di Nina in The Comedy Get Down. Fa poi parte del cast principale della terza stagione di Brockmire e del pilota della serie televisiva ABC Woman Up.
Tawny Newsome fa parte del gruppo musicale Four Lost Souls accanto a Jon Langford, Bethany Thomas e John Szymanski. Il gruppo ha pubblicato un album omonimo nel 2017.
Dal 2018 è co-conduttrice del podcast Yo, Is This Racist? assieme ad Andrew Ti. Appare inoltre come ospite in podcast quali Comedy Bang! Bang! e Spontaneanation with Paul F. Tompkins.
Nel giugno 2020 Bethany Thomas inizia a lavorare in coppia con Tawny Newsome registrando otto tracce nello studio che quest'ultima ha allestito nel proprio garage, brani che verranno raccolti nell'album Material Flats, pubblicato il 9 ottobre successivo su LP dall'etichetta discografica Fine Alpinist Records.
Nel 2020 viene ingaggiata quale doppiatrice per il personaggio principale della guardiamarina Beckett Mariner nella serie televisiva animata di CBS All Access Star Trek: Lower Decks, per il quale riceve una candidatura ai Critics' Choice Super Awards come miglior voce femminile in una serie televisiva animata. Presta la voce al personaggio anche nella webserie Star Trek Logs e, nel 2023, appare come interprete del personaggio Mariner live-action anche nell'episodio crossover della serie televisiva Star Trek: Strange New Worlds, Tutti onorati scienziati (Those Old Scientists). 
Tra il 2020 e il 2022 appare nel ruolo principale del capitano Angela Ali nella serie di fantascienza Netflix Space Force.
Tawny Newsome inizia la sua carriera di sceneggiatrice con la serie Star Trek: Starfleet Academy, in uscita nel 2026. Il suo legame con il franchise si rafforza quando annuncia di stare sviluppando una nuova serie live action di genere commedia. Alex Kurtzman, il creatore dell'Expanded Universe di Star Trek, è rimasto così impressionato dalle qualità da sceneggiatrice di Newsome da definirla «una fredda assassina di sceneggiatrice».
Nel 2024 presta la voce al personaggio di Padmé Amidala nel film di animazione del franchise di Star Wars, The Naboo Movie: A Live Staged Reading of Star Wars: The Phantom Menace, scritto da Peter Bonavita.

## Filmografia

### Attrice

#### Cinema
- Black Ice: Chicago Blackhawks 2013 Stanley Cup Anthem, regia di Jeph Porter – cortometraggio (2013)
- Uncle John, regia di Steven Piet (2015)
- Einstein's God Model, regia di Philip T. Johnson (2016)
- It's All Good, regia di Aaron Fronk (2016)
- Canal Street, regia di Rhyan LaMarr (2018)
- How It Ends, regia di Zoe Lister-Jones e Daryl Wein (2021)
- Gli amici delle vacanze (Vacation Friends), regia di Clay Tarver (2021)
- Power Dynamics, regia di Nicole Byer - cortometraggio (2023)
- Quiz Lady, regia di Jessica Yu (2023)
- Nuked, regia di Deena Kashper (2024)

#### Televisione
- Stupid Bitch Syndrome – serie TV, episodi sconosciuti (2013)
- Chicago Fire – serie TV, episodio 1x02 (2013)
- Crisis – serie TV, episodio 1x11] (2014)
- Sirens – serie TV, episodio 2x10 (2015)
- Bobby & Iza, regia di Alex Fendrich – cortometraggio TV (2015)
- 2 Broke Girls – serie TV, episodio 5x08 (2015)
- Comedy Bang! Bang! – programma TV, puntata 5x10 (2016)
- Take My Wife – serie TV, episodio 1x02 (2016)
- Documentary Now! – serie TV, episodio 2x05 (2016)
- Bajillion Dollar Propertie$ – serie TV, 34 episodi (2016-2019)
- Nobodies – serie TV, episodi 1x01-1x02-1x06 (2017)
- The Carmichael Show – serie TV, episodio 3x12 (2017)
- Pilot Season – serie TV, episodi sconosciuti (2017)
- Do You Want to See a Dead Body? – serie TV, episodio 1x06 (2017)
- The Comedy Get Down – serie TV, 10 episodi (2017)
- Hello from the Magic Tavern - serie TV, 6 episodi (2018-2022)
- Brockmire – serie TV, 6 episodi (2019)
- Perfect Harmony – serie TV, episodi 1x05-1x06-1x09 (2019)
- Sherman's Showcase – serie TV, 5 episodi (2019-2022)
- Woman Up – serie TV, episodi sconosciuti (2019)
- Ride or Die, regia di Zoe Cassavetes – film TV (2019)
- Sherman's Showcase - serie TV, 5 episodi (2019-2022)
- Superstore – serie TV, episodio 5x17 (2020)
- The Twilight Zone – serie TV, episodio 2x04 (2020)
- Aunty Donna's Big Ol' House of Fun – programma TV, puntata 1x06 (2020)
- Space Force – serie TV, 17 episodi (2020-2022)
- True Story – miniserie TV, 6 episodi (2021)
- Physical - serie TV, 5 episodi (2022)
- Who Killed Santa? A Murderville Murder Mystery, regia di Laura Murphy - special TV (2022)
- Star Trek: Strange New Worlds - serie TV, episodio 2x07 (2023) - Beckett Mariner
- Scroll Wheel of Time - serie TV, episodio 1x09

### Doppiatrice

#### Cinema
- Spie sotto copertura (Spies in Disguise), regia di Nick Bruno e Troy Quane (2019)
- The Naboo Movie: A Live Staged Reading of Star Wars: The Phantom Menace (2024) - Padmé Amidala

#### Televisione
- Big Mouth – serie animata, episodio 3x07 (2019)
- Craig (Craig of the Creek) – serie animata, episodi 2x13-2x14-2x18 (2019-2020)
- Star Trek: Lower Decks – serie animata, 40 episodi (2020-2023) - Beckett Mariner
- Star Trek Logs - webserie, 4 episodi (2021-2022) - Beckett Mariner
- Tuca & Bertie - serie animata, episodio 3x01 (2022)
- Strange Planet - Uno strano mondo (Strange Planet) - serie animata, episodi 1x03-1x05 (2023)

## Trasmissioni televisive
- The New Negroes – programma TV (2019)

## Radio
- Comedy Bang Bang: The Podcast - podcast (2016-2023)
- Yo, Is This Racist? - podcast (2018)
- Hello from the Magic Tavern - podcast (2018-2023)
- The Neighborhood Listen - podcast (2020)
- Reach: A Space Podcast for Kids - podcast (2021)
- Do You Need A Ride? - podcast (2022)

## Discografia

### Solista
Album
- 2020 - Material Flats (con Bethany Thomas)

### Con Four Lost Souls
Album
- 2017 - Four Lost Souls

## Doppiatrici italiane
Nelle versioni in italiano delle sue opere, Tawny Newsome è stata doppiata da:
- Alessia Amendola in Space Force
- Chiara Gioncardi in True Story
- Gaia Bolognesi in Star Trek: Strange New Worlds
- Vanina Marini ne Gli amici delle vacanze

Come doppiatrice, è stata sostituita da:
- Gaia Bolognesi e Sara Crestini in Star Trek: Lower Decks

## Riconoscimenti
- Critics' Choice Super Awards
  - 2021 – Candidatura come Miglior voce femminile in una serie tv animata per Star Trek: Lower Decks (2020)[11][12]